# صفوی (نام خانوادگی)
صفوی نام خانوادگی نوادگان دختری و پسری سلسله صفویه است.
بازماندگان آنها خاندان های 
طهماسبی،نوابی،صفا،مرعشی صفوی،صفوی زاده،صفوی نژاد،خانی مهرآبادی و......است

## صفوی‌های ایران
پس از حمله افغان‌ها به ایران و انقراض سلسله صفویه، به دلیل کشتار گسترده شاهزادگان صفوی توسط محمود افغان و جانشینش اشرف افغان، بجز طهماسب میرزا پسر شاه سلطان حسین، نواده پسری از خاندان صفوی در ایران باقی نماند. طهماسب میرزا نزد فتحعلی‌خان قاجار، جد قاجاریان که در استرآباد عملاً حکومت مستقلی داشت، پناه جست. پس از مدتی فتحعلی‌خان برای سرنگونی سلطان محمود سیستانی، از سلسله ملوک نیمروز، که در خراسان علم استقلال افراشته بود، به مشهد لشکرکشید و نادر نیز با قشون خود به خدمت آن‌ها درآمد. در محاصره مشهد، فتحعلی‌خان به دستور نادر کشته شد. پس از آن طهماسب میرزا به یاری نادر اصفهان را از دست افغان‌ها خارج کرد و به نام شاه طهماسب دوم به تخت سلطنت نشست. در سال ۱۷۲۹ نادر طهماسب را از سلطنت خلع کرد و پسر خردسالش شاه عباس سوم را به تخت نشانید. نادر در سال ۱۷۳۶ میلادی شاه عباس سوم را هم برکنار کرد و او و پدرش را کشت خود با نام نادر شاه تاجگذاری نمود. به این ترتیب نسل پسری صفویه در ایران منقطع شد.
از دوران شاه اسماعیل صفوی ارتباط نزدیکی میان دو سلسله صفوی و خاندان خلیفه سلطانی که از نوادگان سلسله مرعشیان مازندارن بودند، وجود داشت. از این خاندان سلطان‌العلماء آملی برای سالیان متمادی وزیر اعظم شاه عباس، شاه صفی و شاه عباس دوم بود. خلیفه سلطان داماد شاه عباس اول و فرزندان او نوه‌های دختری شاه عباس بودند. در نسل‌های بعدی ازدواج‌های متعددی میان خاندان صفوی و فامیل خلیفه‌سلطانی صورت گرفت. در زمان انقراض صفویه نسل خلیفه سلطان در ایران بسیار بودند و خود را جانشین شاهان صفوی می‌شمردند. از آن جمله میرزا سید محمد مرعشی، نوه دختری شاه سلیمان اول، که پس از عزل شاهرخ شاه افشار در صفر ۱۱۶۳ قمری در مشهد با نام شاه سلیمان دوم تاج‌گذاری کرد. اما چندماه بیشتر سلطنت نکرد و در ربیع‌الثانی همان سال توسط سردارانش عزل شد. کمتر از ۴ ماه بعد، در ۲۵ رجب ۱۱۶۳ ه‍.ق اتحادی سه‌گانه از سرداران (علیمردان خان چهارلنگ بختیاری، ابوالفتح خان بختیاری و کریم خان زند) یکی دیگر از اعضای خاندان خلیفه سلطان را به نام اسماعیل سوم در اصفهان به تخت نشاندند.
در دوران قاجار، نوادگان صفوی از تبار خلیفه سلطان در اصفهان و نواحی اطراف آن، از جمله میمه، جرقویه(مالواجرد، محمدآباد) و نائین زندگی می‌کردند. تا به امروز نیز بسیاری از اعضای این خاندان با نام‌های شاه زاده صفوی، نواب صفوی، نواب صفا، صفوی‌نژاد، صفوی زاده، خلیفه سلطانی، مرعشی صفوی، صفوی سهی، طهماسبی ، نوابی ، خانی مهرآبادی و ... در شهرهای مختلف ایران و سایر نقاط دنیا زندگی می‌کنند.

## صفوی‌های هند
چندتن از شاهزادگان صفوی از نسل پسری شاه اسماعیل اول و شاه طهماسب اول در دوره صفوی، از ترس کشته شدن به دست شاهان صفوی، به هند گریختند و توسط ایلخانان هند به گرمی پذیرفته شدند. از جمله شاه رحمت‌الله صفوی، حاکم عظیم‌آباد و خاندان نواب‌های شمس‌آباد از نسل این شاهزادگان بودند.

## صفویان و افشاریان
نادرشاه با شمس نساء بیگم دختر میرزا محمدعلی مرعشی پسر میرزا داوود مرعشی (ف. ۱۱۲۷ قمری) نبیره دختری شاه عباس اول ازدواج کرد. از این ازدواج صاحب پسری به نام چنگیزخان شد که پس از فوت نادر توسط عادل‌شاه افشار به قتل رسید. او هم‌چنین با راضیه بیگم خواهر شاه طهماسب دوم ازدواج کرد.
رضاقلی میرزا افشار، پسر نادرشاه نیز با فاطمه‌سلطان بیگم دختر شاه سلطان حسین صفوی ازدواج کرد. حاصل این ازدواج چندین فرزند بود که همگی، بجز شاهرخ میرزا، پس از درگذشت نادرشاه افشار، به دستور عادل‌شاه افشار کشته شدند. شاهرخ میرزا بعدها با نام شاهرخ شاه تاج‌گذاری کرد. او صاحب چهار پسر به نام‌های نادر میرزا، نصرالله میرزا، عباس میرزا و امام‌قلی میرزا بود. نادر میرزا با شهربانو خانم دختر مهر شرف خانم دختر فاطمه سلطان بیگم دختر فخر شرف بیگم ازدواج کرد. پدر فخر شرف، میرزا محمد داوود مرعشی، نبیره دختری شاه عباس اول بود. نوادگان عباس میرزا نام فامیلی افشار نادری داشتند. بعضی از نوادگان شاهرخ شاه بعدها نام فامیلی شاهرخ‌شاهی را انتخاب کردند و حیدر میرزا شاهرخ‌شاهی و سپهبد قهارقلی شاهرخ‌شاهی از آن خانواده هستند.

## صفویان و قاجاریان
دختر شاهرخ شاه افشار که نتیجه شاه سلطان حسین صفوی بود، پس از قتل شاهرخ و انقراض افشاریه به همسری محمدقلی میرزا ملک‌آرا پسر دوم فتحعلی شاه داده شد. از این ازدواج شاهزاده بدیع‌الزمان میرزا صاحب اختیار متولد شد. نادر میرزا قاجار، پسر بدیع الزمان میرزا، که به نام نادرشاه نامگذاری شده بود، از نویسندگان برجسته دوره قاجار و جد خاندان «آراسته» بود.
دختر شاه اسماعیل سوم با رضاقلی خان قاجار برادر آقامحمدخان قاجار ازدواج کرد.
از دختران خاندان خلیفه سلطانی نیز چندتن به ازدواج پسران فتحعلی شاه درآمدند. سلطان احمد میرزا عضدالدوله پسر فتحعلی‌شاه می‌نویسد: «حاجیه آغا زوجه ظل‌السلطان، زن شیخ‌الملوک مادر نظرعلی میرزا و زن محمدرضا میرزا مادر رضاقلی میرزا و غیرها، در خدمت خاقان [فتحعلی‌شاه] بسیار احترام داشتند و چون نسبت خود را از جهتی به صفویه می‌رسانیدند، همگی خیلی اظهار تقدس و تکبر می‌کردند. تکبرشان هم به هدر نمی‌رفت و احترامشان در هر موقع به اعلا درجه ملاحظه می‌شد.»